# Obzor (Zagreb, 1920.)
Obzor je bio hrvatski dnevnik iz Zagreba. Ove novine su počele izlaziti 1920., a prestale su izlaziti 1941. godine. Tiskao ga je Hrvatski štamparski zavod.
Uređivao ih je Rudolf Maixner.
Nastavlja se na tradiciju Obzora, popodnevnog i jutarnjeg Obzora. Kao i prethodni listovi, godišta broji od 1859. godine.